# Симметризация Штайнера
Симметризация Штайнера — построение определённого типа, сопоставляющее произвольной фигуре фигуру с зеркальной симметрией.
Это построение применяется при решении изопериметрической задачи,
предложенном Якобом Штайнером в 1838.
На основе симметризации Штайнера были построены и другие симметризации, которые используются в схожих задачах.

## Определение
Пусть {\displaystyle H\subset \mathbb {R} ^{n}} есть гиперплоскость и {\displaystyle \Phi } — данная фигура в {\displaystyle \mathbb {R} ^{n}}.
Введём ортогональную систему координат, в которой {\displaystyle H} описывается уравнением {\displaystyle x_{n}=0}.
Для каждой точки {\displaystyle x\in H} пусть {\displaystyle \ell _{x}} обозначает длину пересечения перпендикуляра, проведённого к {\displaystyle H} через {\displaystyle x}, с множеством {\displaystyle \Phi }.
Далее проведём через {\displaystyle x} отрезок длины {\displaystyle \ell _{x}} с серединой в {\displaystyle x}, перпендикулярный к {\displaystyle H}.
Объединение {\displaystyle \Phi ^{*}} таких отрезков есть симметризация Штайнера {\displaystyle \Phi } относительно {\displaystyle H}.

### Свойства
- Объём {\displaystyle \Phi ^{*}} совпадает с объёмом {\displaystyle \Phi }.

- Площадь поверхности {\displaystyle \Phi ^{*}} не превосходит площади поверхности {\displaystyle \Phi }.
  - Если {\displaystyle \Phi } выпуклое тело, то равенство площадей поверхностей {\displaystyle \Phi ^{*}} и {\displaystyle \Phi } достигается только в случае, если {\displaystyle \Phi } зеркально симметрична относительно гиперплоскости, параллельной плоскости симметризации.
  - В общем случае равенство может достигаться не только для зеркально симметричных {\displaystyle \Phi }, например, равенство достигается для плоских фигур, составленных из двух прямоугольников с основаниями, параллельными прямой симметризации.

- Если {\displaystyle \Phi } выпукла, то же верно и для {\displaystyle \Phi ^{*}}.

- Симметризация Штайнера не увеличивает расстояние по Хаусдорфу между фигурами, то есть
{\displaystyle d_{H}(\Phi ,\Psi )\geq d_{H}(\Phi ^{*},\Psi ^{*}),}

где {\displaystyle \Phi } и {\displaystyle \Psi } — произвольные фигуры, {\displaystyle \Phi ^{*}} и {\displaystyle \Psi ^{*}} — их симметризации относительно одной и той же гиперплоскости, а {\displaystyle d_{H}} — метрика Хаусдорфа.
- Если {\displaystyle \Phi \subset \Psi }, то {\displaystyle \Phi ^{*}\subset \Psi ^{*}}.

## Вариации и обобщения
- Симметризация Пойа (круговая).
- Осевая симметризация — аналогична симметризации Штайнера, но даёт фигуру, инвариантную относительно поворотов вокруг данной прямой.